# 美登木
美登木（学名：Maytenus hookeri）是卫矛科美登木属的植物。分布于印度、缅甸以及中国大陆的云南等地，生长于海拔650米的地区，见于山地或山谷的丛林中，目前尚未由人工引种栽培。

##### 用途
抵抗發炎反應以及刺激免疫系統。維持腎上腺系統，平衡且調節月經週期。對關節炎、風濕病、背痛、肌肉抽筋、發燒、皮膚腫瘤、支氣管炎、腹瀉等有效。

## 异名
- Maytenus hookeri Loesen. var. longiradiata S. J. Pei et Y. H. Li

## 外部連結
- 美登木 Meidengmu （页面存档备份，存于） 藥用植物圖像資料庫 (香港浸會大學中醫藥學院) （繁體中文）（英文）